# Giro dell'Appennino 1937
Il Giro dell'Appennino 1937, quarta edizione della corsa, si svolse il 29 agosto 1937 su un percorso di 140 km con partenza e arrivo a Pontedecimo. Fu vinto dall'italiano Cino Cinelli, che completò il percorso in 4h12'00" precedendo i connazionali Guerrino Tomasoni e Augusto Como. Conclusero la prova 36 dei 73 ciclisti al via.

## Ordine d'arrivo (Top 10)
| Pos. | Corridore            | Squadra          | Tempo    |
| ---- | -------------------- | ---------------- | -------- |
| 1    | Cino Cinelli         | A.S. Roma        | 4h12'00" |
| 2    | Guerrino Tomasoni    | S.C. Paracchi    | s.t.     |
| 3    | Augusto Como         | D. Ferr. Genova  | a 1'30"  |
| 4    | Bernardo Manfredi    | A.C. Montecatini | s.t.     |
| 5    | Ernesto Zuppa        | Pol. Giordana    | a 3'20"  |
| 6    | Giuseppe Barella     | S.C. Vigor       | a 7'00"  |
| 7    | Antonio Racca        | U.S. Fossanese   | s.t.     |
| 8    | Aldo Ronconi         | V.S. Reno        | s.t.     |
| 9    | Urbano Fantozzi      | -                | s.t.     |
| 10   | Giovanni De Stefanis | -                | s.t.     |